# Kifaya

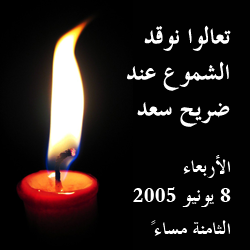
Protestbanner der Bewegung Kifaja

Kifaya (arabisch كفاية, DMG Kifāya; auch Kifaja und Kefaya; [keˈfæːjæ]; eigentlich el-Haraka el-masriyya min agl et-taghyir / الحركة المصرية من أجل التغيير / al-ḥaraka al-miṣrīya min aǧl at-taġyīr) ist eine politische Graswurzelbewegung in Ägypten. Grundlage der Bewegung war eine Kampagne in der ägyptischen Hauptstadt Kairo im Jahr 2004 für eine Direktwahl des ägyptischen Präsidentenamts, das zum damaligen Zeitpunkt seit 23 Jahren Muhammad Husni Mubarak innehatte. Einer ihrer Slogans lautete dabei „Kifaya“ (Ägyptisch-Arabisch: „Es ist genug“), was sich auf die lange Amtszeit des ägyptischen Präsidenten Muhammad Husni Mubarak bezieht. Getragen wird die Bewegung von einem breiten Bündnis, dem Linke und Bürgerliche, Säkulare und Mitglieder der Muslimbruderschaft angehören. Als Wortführer gilt der bekannte ägyptische Schriftsteller Ala al-Aswani.
Im Dezember 2004 veranstaltete die Bewegung die erste Demonstration in der Mubarak-Zeit, die ein Ende des Regimes forderte. Unter anderem am 27. April 2005 demonstrierte die Gruppierung weiter in 15 verschiedenen Städten, wobei alleine in Luxor 1200 und in Kairo 500 Teilnehmer gezählt wurden. Nach verschiedenen Angaben wurden diese teilweise geschlagen und 45 bis über 75 Personen vorübergehend verhaftet. Bei den Versammlungen waren Parolen wie „Schluss mit der Korruption“ und „Nieder mit Mubarak“ zu hören, nachdem der Präsident am Vorabend erklärt hatte, noch nicht entschieden zu haben, ob er bei den kommenden Präsidentschaftswahlen wieder kandidiere.
Nachdem Mubarak im September 2005 offiziell mit 88,6 Prozent der Stimmen wiedergewählt worden war (die Wahl wird als manipuliert betrachtet) und die Repressalien gegen die Bewegung weiter andauerten, verlor die Bewegung in den folgenden Jahren an Bedeutung. Sie gilt aber als ein wesentlicher Vorläufer der Revolution in Ägypten 2011.